# Psiaftonfly

Psiaftonfly, Acronicta psi är en fjärilsart som beskrevs av Carl von Linné 1758. Fjärilsarten ingår i släktet Acronicta, och familjen nattflyn, Noctuidae.
Vingspannet är 36-43 millimeter. Arten finns i hela Europa utom allra längst i norr. Inga underarter finns listade.

## Bildgalleri

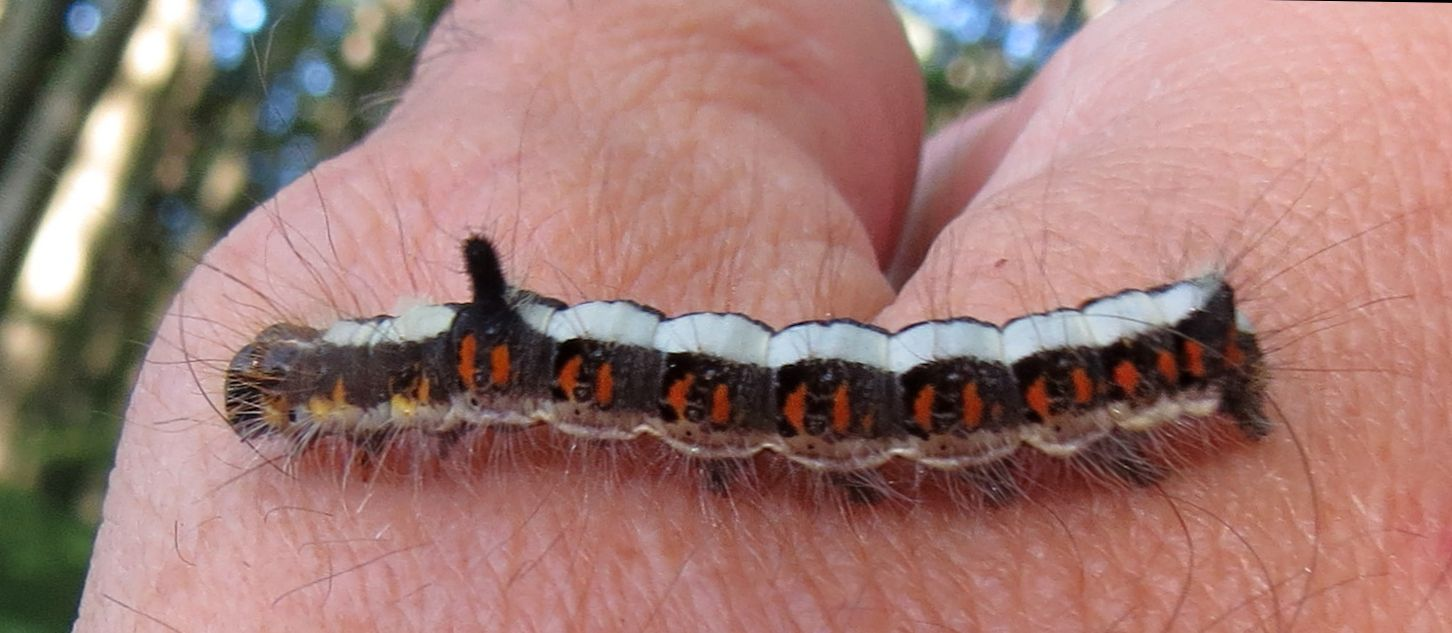
Larv av psiaftonfly, sista stadiet
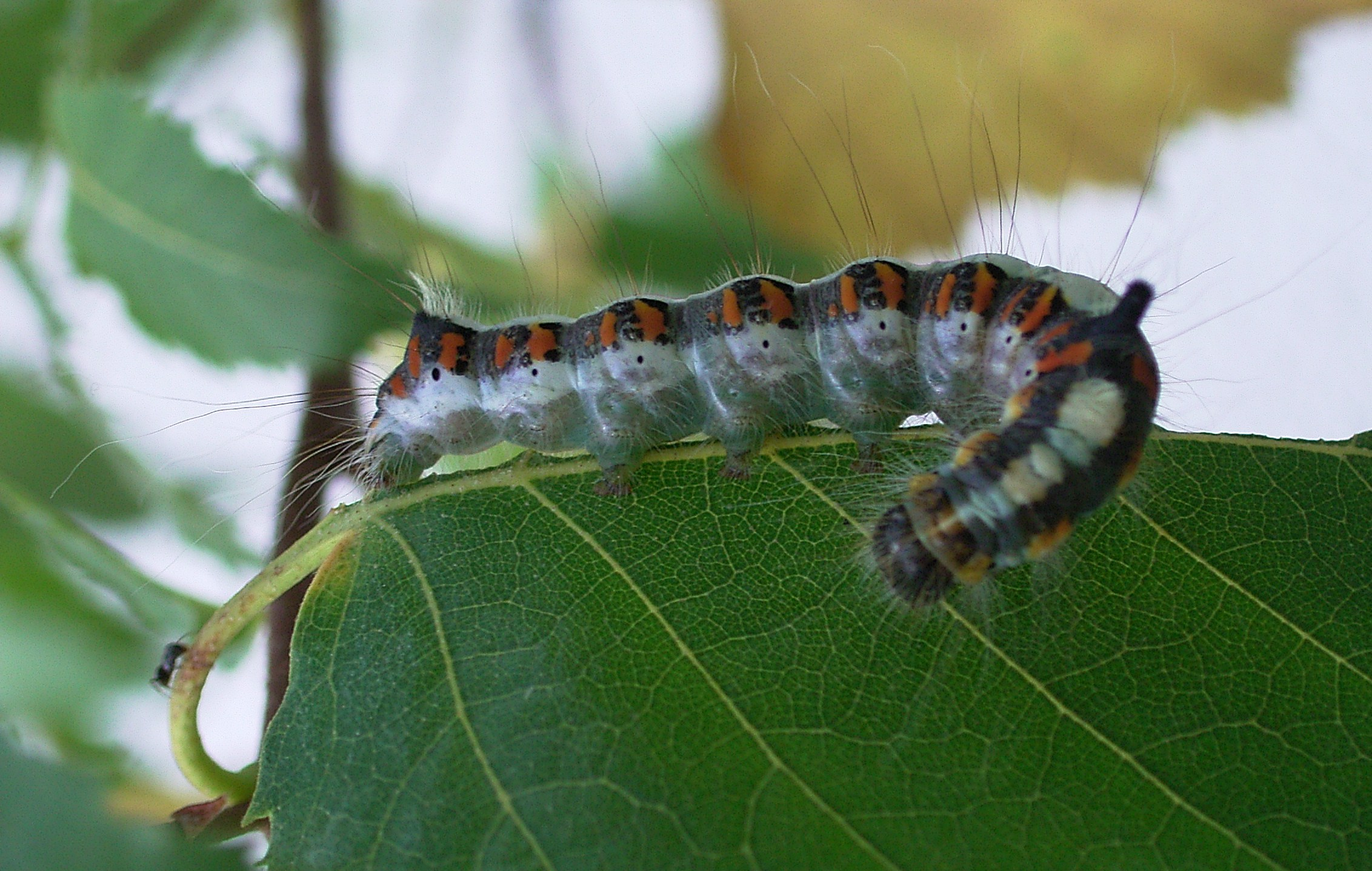
Ung larv av psiaftonfly
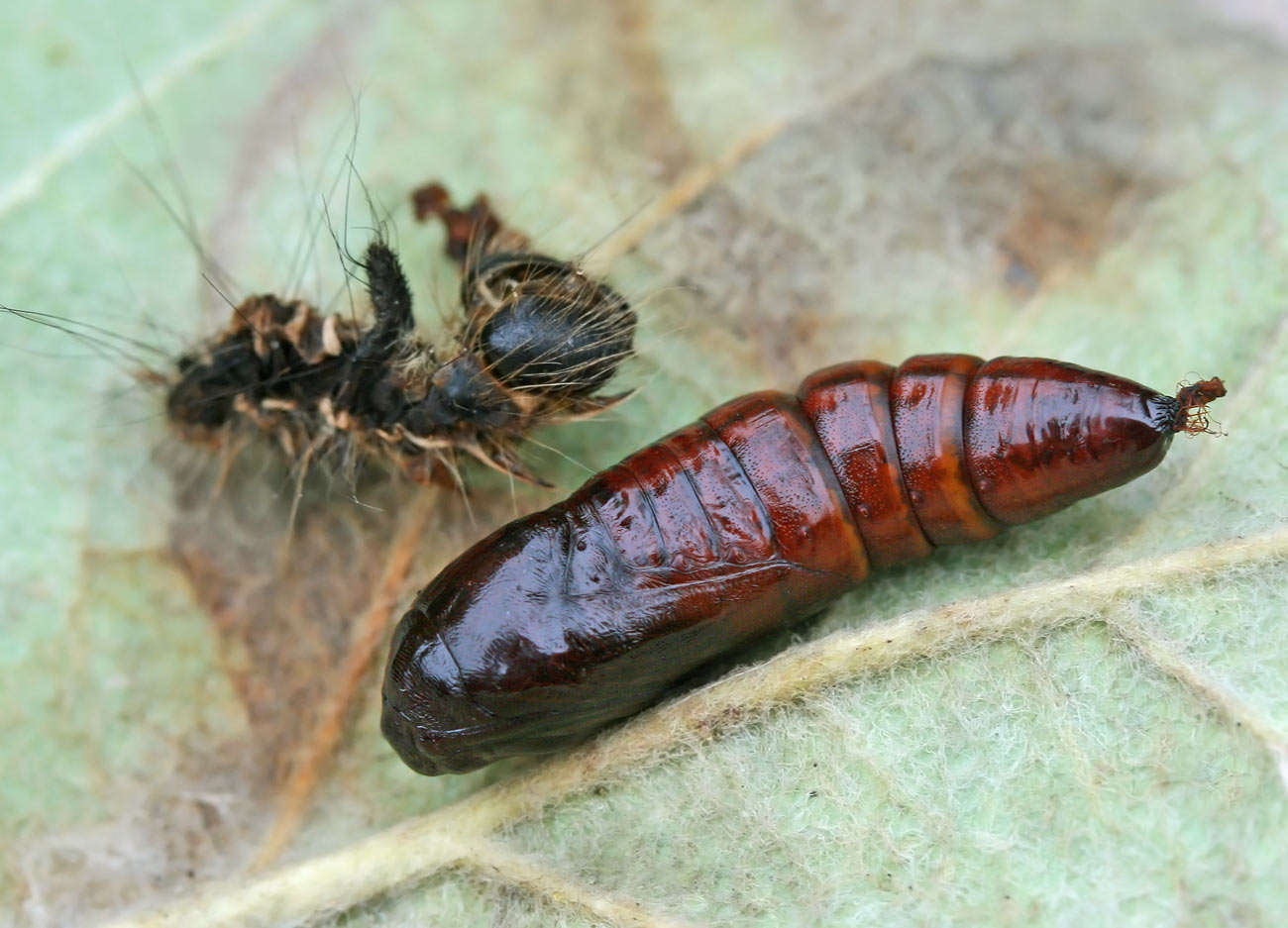
Larv av psiaftonfly
- Puppa av psiaftonfly